# 447th Air Expeditionary Group

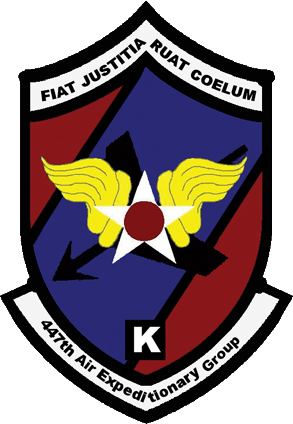
447th Air Expeditionary Group

Le 447th Air Expeditionary Group (447 AEG) est une unité de l'United States Air Force affecté à l'Air Combat Command de l'United States Air Forces Central.
Active de 1943 à 1945, de 1947 à 1951 et de 2003 à nos jours, l'unité est actuellement stationne à la base aérienne de Sather sur l'aéroport international de Bagdad en Irak.
Au cours de la Seconde Guerre mondiale, le nom de l'unité était le 447th Bombardment Group (Heavy) était un groupe de Boeing B-17 Flying Fortress rattaché à la 8th USAAF à Rattlesden en Angleterre. Au cours de la « Big Week » du 20 au 25 février 1944, la 447th prit part à la campagne intensive de bombardements contre l'industrie aéronautique allemande.